# La boda (película de 1964)
La boda es una película en blanco y negro coproducción de Argentina y España dirigida por Lucas Demare sobre su propio guion escrito en colaboración con Augusto Roa Bastos según la novela de Ángel María de Lera que se estrenó el 26 de marzo de 1964 y que tuvo como protagonistas a Graciela Borges, José Suárez, Susana Campos y Néstor Deval.

## Sinopsis
Un hombre cuya mujer fue asesinada la noche de bodas vuelve al pueblo para casarse con otra y es resistido por los lugareños.

## Reparto
Participaron del filme los siguientes intérpretes:
- Manuel Alexandre
- Mercedes Barranco
- Conchita Bautista
- Graciela Borges
- Susana Campos
- José Canalejas
- Juan Cortés
- Néstor Deval
- José Guardiola
- Fernando Guillén
- Fernando Liger
- Reina Montes
- Mario Morales
- Paco Morán
- Alfredo Muñiz
- Marta Padovan
- Hugo Pimentel
- Antonio Prieto
- Pepe Rubio
- José Sepúlveda
- Francisco Serrano
- Josefina Serratosa
- José Suárez
- Luis Villar

## Comentarios
Antonio A. Salgado opinó en Tiempo de Cine:

”Pretendiendo abarcar menos que otras veces, Demare aquí consigue más.”

La Nación dijo:

”Un drama elemental ambientado con vigor…anécdota proclive al melodrama de tiempos viajes… El film se caracteriza por el clima que trasciende desde la pantalla y se comunica al espectador.”

Por su parte, Manrupe y Portela escriben:

”De los innecesarios films de Demare de los 60’. Buen manejo del suspenso pese a lo limitado del tema.”